# 青山雄
青山 雄（あおやま ゆう、1972年4月10日 - ）は、日本の俳優。以前の所属事務所はタイムリーオフィス。愛知県出身。

## 出演作品

### テレビドラマ
- 仮面ライダークウガ（2000年、テレビ朝日） - メ・ギノガ・デ 役

```
       - ギノガ変異体 の声
```

### 舞台
- 杉良太郎公演
- 芦屋雁之助公演

| スタブアイコン | サブスタブ | この項目は、まだ閲覧者の調べものの参照としては役立たない、俳優（男優・女優）に関連した書きかけの項目です。この項目を加筆・訂正などしてくださる協力者を求めています（P:映画/PJ芸能人）。 |